# Бароло (вино)

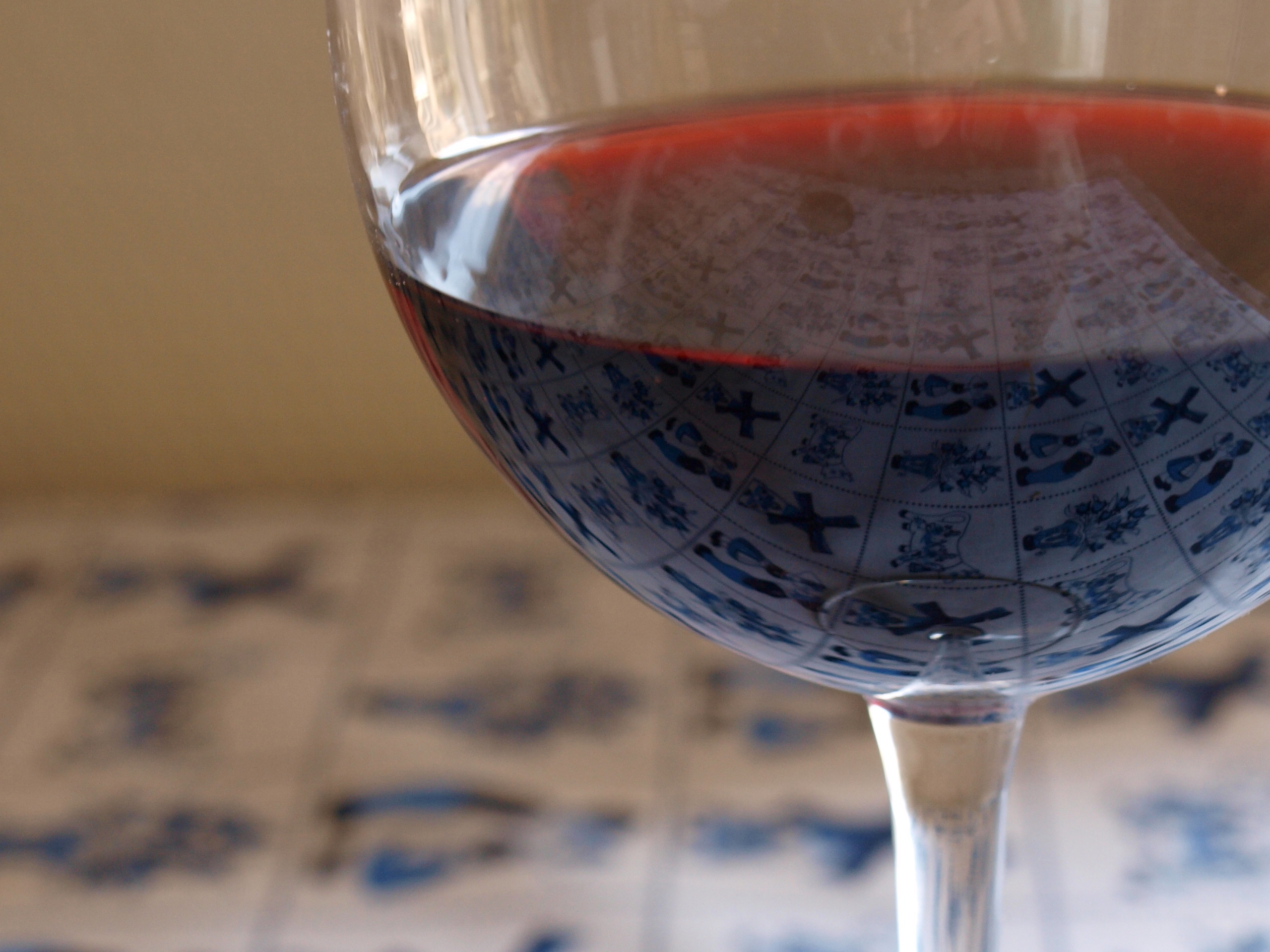
Келих бароло, спостерігається характерний цеглястий відтінок вина

Бароло — червоне сухе італійське вино, що виробляється у місцевості Ланге регіону П'ємонт. Виробляється з винограду сорту Неббіоло. Має найвищу категорію якості — Denominazione di Origine Controllata e Garantita (DOCG), яку виноробна зона отримала у 1980 році. Назву вино отримало від родини Фалетті, маркграфів Бароло, які першими почали виробляти це вино. У Італії це вино називають також королівським, оскільки до його виробництва доклав зусиль король Карл Альберт. Вино виробляють у двох версіях: Barolo та Barolo Riserva. Barolo — час витримки 38 місяців, з них 18 місяців у бочках; у продаж потрапляє з 1 січня на четвертий рік після збирання врожаю. Barolo Riserva — 62 місяці, з них не менш 18 у бочках; у продаж потрапляє з 1 січня на шостий рік після збирання врожаю. Виробництво вин Бароло дозволено у 11 комунах: Бароло, Кастильоне Фаллетто, Сералунга д'Альба, а також частково Монфорте д'Альба, Новелло, Ла Морра, Вердуно, Грінзане Кавоур, Діано д'Альба, Кераско та Родді.
Виробляється з винограду сорту Неббіоло, який має два біотипа — італ. «Lampia» та італ. «Michet». Різниця між двома біотипами полягають в тому, що ягода Lampia крупніше, його колір менш насичений, ніж у Michet, який цінується вище. Неббіоло дуже теруарний сорт, чутливий до ґрунту, на якому росте. Неббіоло часто порівнюють з піно нуаром, а Бароло з бургундським винами. Вина з Неббіоло мають красивий, але ненасичений колір, цеглястий відтінок. Бароло має чудовий аромат, інтенсивний, складний і елегантний: троянди, пелюстки фіалок, підлісок, трюфеля, червоні фрукти. Вино має великий вміст кислот і таніну, з гарним потенціалом зберігання.

## Виробники: традиціоналісти та модерністи
У 1980-і рр. трапилася так звана «революція» яка розділила всіх виробників Бароло на два табори: традиціоналісти та модерністи. Модерністи зламали старі підвалини, вдихнувши нове життя в вина Бароло. Вони використовують барики (невеликі бочки з французького дуба) замість великих бочок і коротку мацерацію, їх вино виходить темнішим і насиченим за кольором, з ароматами ванілі та кави, солодшими танінами. Такі Бароло приємні й в молодому віці, вони мають успіх на міжнародному ринку, хоча мода на них проходить. Громадська організація «Barolo Boys» здійснює просування «модернових» вин. 
Традиціоналісти залишилися прихильниками старих підходів у виробництві, їх філософія полягає в тому, що вино повинно говорити про себе саме, не варто змінювати його характер на догоду мінливим смакам. Традиційний підхід — тривала мацерація і великі бочки зі славонського дуба. Аромати комплексні, серед них черешня і шкіра. Протистояння традиціоналістів і модерністів триває і донині, хоча більшість критиків підтримує перших.